# The "Chirping" Crickets
| Recensione                        | Giudizio     |
| --------------------------------- | ------------ |
| AllMusic                          | [ 1 ]        |
| The New Rolling Stone Album Guide | [ 2 ]        |
| Sputnikmusic                      | 4.5 (Superb) |

The "Chirping" Crickets è l'album di debutto del cantante rock statunitense Buddy Holly, pubblicato il 27 novembre 1957 dall'etichetta discografica Brunswick Records. L'album è accreditato al cantante e al gruppo The Crickets, dei quali era il membro principale.

## Il disco
Il disco è stato prodotto da Norman Petty con la collaborazione di Owen Bradley per la traccia That'll Be the Day. Ha collaborato alla scrittura di due brani il noto cantautore Roy Orbison.
Nel 2004 fu ripubblicato in CD, con l'aggiunta di alcune bonus track.

## Accoglienza
L'album ha ottenuto un grande successo di pubblico e critica. Nel 1968 raggiunse la quinta posizione nella classifica Official Albums Chart.
La nota rivista di critica musicale Rolling Stone, l'ha posizionato al numero 420 nella lista dei 500 migliori album della storia della musica, e assegna al disco un giudizio pieno di 5 stelle su 5 sul Rolling Stone Record Guide.

## Tracce

### LP
Lato A
1. Oh, Boy! – 2:05 (Norman Petty, Bill Tilghman, Sonny West) – Registrato il 29 giugno/1º luglio 1957, mastering del 26 settembre 1957
2. Not Fade Away – 2:18 (Norman Petty, Charles Hardin) – Registrato il 29 maggio 1957
3. You've Got Love – 2:03 (Roy Orbison, Norman Petty, Johnny Wilson) – Registrato il 28/29 settembre 1957
4. Maybe Baby – 2:00 (Norman Petty, Buddy Holly) – Registrato il 28/29 settembre 1957
5. It's Too Late – 2:21 (Chuck Willis) – Registrato il 19 o 20 luglio 1957
6. Tell Me How – 1:58 (Jerry Allison, Norman Petty, Charles Hardin) – Registrato nel maggio o luglio 1957, mastering Coral Records del 27 gennaio 1958

Lato B
1. That'll Be the Day – 2:26 (Jerry Allison, Norman Petty, Buddy Holly) – Registrato il 25 febbraio 1957, mastering Decca Records del 18 marzo 1957
2. I'm Looking for Someone to Love – 1:56 (Norman Petty, Buddy Holly) – Registrato il 25 febbraio 1957, mastering Decca Records del 18 marzo 1957
3. An Empty Cup (And a Broken Date) – 2:11 (Roy Orbison, Norman Petty) – Registrato il 28/29 settembre 1957
4. Send Me Some Lovin' – 2:34 (John Marascalco, Leo Price) – Registrato il 19 o 20 luglio 1957
5. Last Night – 1:54 (Norman Petty, Joe Mauldin) – Registrato il 12 marzo 1957
6. Rock Me My Baby – 1:50 (Susan Heather, Shorty Long) – Registrato il 28/29 settembre 1957[9]

### CD
Edizione CD del 2004, pubblicato dalla Geffen Records (B0001686-02)
1. Oh, Boy! – 2:09 (Norman Petty, Bill Tilghman, Sonny West)
2. Not Fade Away – 2:23 (Norman Petty, Charles Hardin)
3. You've Got Love – 2:09 (Roy Orbison, Norman Petty, Johnny Wilson)
4. Maybe Baby – 2:04 (Norman Petty, Buddy Holly)
5. It's Too Late – 2:24 (Chuck Willis)
6. Tell Me How – 2:01 (Jerry Allison, Norman Petty, Charles Hardin)
7. That'll Be the Day – 2:17 (Jerry Allison, Norman Petty, Buddy Holly)
8. I'm Looking for Someone to Love – 1:58 (Norman Petty, Buddy Holly)
9. An Empty Cup (And a Broken Date) – 2:14 (Roy Orbison, Norman Petty)
10. Send Me Some Lovin' – 2:36 (John Marascalco, Leo Price)
11. Last Night – 1:55 (Norman Petty, Joe Mauldin)
12. Rock Me My Baby – 1:51 (Susan Heather, Shorty Long)
13. Think It Over – 1:47 (Buddy Holly, Norman Petty) – Bonus Track - Registrazione del 14 febbraio 1958, mastering del 19 maggio 1958
14. Fool's Paradise – 2:30 (Horace Linsley, Norman Petty, Sonny Leglaire) – Bonus Track - Registrazione del 14 febbraio 1958, mastering del 19 maggio 1958
15. Lonesome Tears – 1:49 (Buddy Holly) – Bonus Track - Registrazione del 25 maggio 1958, mastering del 26 agosto 1958
16. It's so Easy – 2:10 (Buddy Holly, Norman Petty) – Bonus Track - Registrazione del 25 maggio 1958, mastering del 26 agosto 1958[9]

## Musicisti
Oh, Boy!
- Buddy Holly - voce solista, chitarra
- Joe B. Mauldin - contrabbasso
- Jerry Allison - batteria
- The Picks (gruppo vocale) - cori (sovraincisione del 12 luglio 1957)
- Norman Petty - produttore

Not Fade Away
- Buddy Holly - voce solista, chitarra
- (probabile) Joe B. Mauldin - contrabbasso
- (possibile) Vi Petty - celeste
- Jerry Allison - batteria, cori
- Niki Sullivan - cori
- Norman Petty - produttore

You've Got Love / Maybe Baby / An Empty Cup (And a Broken Date) / Rock Me My Baby
- Buddy Holly - voce solista, chitarra
- Niki Sullivan - chitarra
- Joe B. Mauldin - contrabbasso
- Jerry Allison - batteria
- The Picks (gruppo vocale) - cori (sovraincisione del 12/14 ottobre 1957)

It's Too Late / Send Me Some Lovin'
- Buddy Holly - voce solista, chitarra
- Niki Sullivan - chitarra acustica
- Joe B. Mauldin - contrabbasso
- Jerry Allison - batteria
- The Picks (gruppo vocale) - cori (sovraincisione del 12/14 ottobre 1957)
- Norman Petty - produttore

Tell Me How
- Buddy Holly - voce solista, chitarra
- Niki Sullivan - chitarra elettrica
- Joe B. Mauldin - contrabbasso
- Vi Petty - pianoforte
- Joe B. Mauldin - contrabbasso
- Jerry Allison - batteria
- The Picks (gruppo vocale) - cori (sovraincisione del 12/14 ottobre 1957)
- Norman Petty - produttore

That'll Be the Day / I'm Looking for Someone to Love
- Buddy Holly - voce solista, chitarra
- Larry Welborn - contrabbasso
- Jerry Allison - batteria
- Niki Sullvan, Gary Tollett, Ramona Tollett - cori
- Norman Petty - produttore

Last Night
- Buddy Holly - voce solista, chitarra
- Joe B. Mauldin - contrabbasso
- Jerry Allison - batteria
- Niki Sullivan - armonie vocali
- The Picks (gruppo vocale) - cori (sovraincisione del 12/14 ottobre 1957)
- Norman Petty - produttore

Think It Over / Fool's Paradise
- Buddy Holly - voce solista, chitarra
- Joe B. Mauldin - contrabbasso
- Jerry Allison - batteria
- Vi Petty - pianoforte (sovraincisioni del 19 febbraio 1958)
- The Roses (gruppo vocale) - cori (sovraincisioni del 19 febbraio 1958)
- Norman Petty - produttore

Lonesome Tears / It's so Easy
- Buddy Holly - voce solista, chitarra
- Tommy Allsup - chitarra
- Joe B. Mauldin - contrabbasso
- Jerry Allison - batteria
- The Roses (Bob Linville, Ray Bush e David Bigham) - cori (sovraincisione successiva)
- Norman Petty - produttore[9]

## Classifica
Singoli
| Anno | Titolo del brano   | Classifica             | Posizione raggiunta |
| ---- | ------------------ | ---------------------- | ------------------- |
| 1957 | That'll Be the Day | Billboard Hot 100      | 1                   |
| 1957 | Oh, Boy!           | Billboard Hot 100      | 10                  |
| 1958 | Maybe Baby         | Billboard Hot 100      | 17                  |
| 1957 | That'll Be the Day | Hot R&B/Hip-Hop Songs  | 2                   |
| 1957 | Oh, Boy!           | Hot R&B/Hip-Hop Songs  | 13                  |
| 1958 | Maybe Baby         | Hot R&B/Hip-Hop Songs  | 4                   |
| 1957 | That'll Be the Day | Official Singles Chart | 1                   |
| 1957 | Oh, Boy!           | Official Singles Chart | 3                   |
| 1958 | Maybe Baby         | Official Singles Chart | 4                   |